# 贡布斯海姆
贡布斯海姆是德国莱茵兰-普法尔茨州的一个市镇。总面积3.34平方公里，总人口597人，其中男性305人，女性292人（2011年12月31日），人口密度179人/平方公里。